# Centre de récupération des amphibiens et reptiles de Catalogne
Le Centre de récupération des amphibiens et reptiles de Catalogne (CRARC), situé à Masquefa (Anoia, Espagne), à l'ouest de Barcelone, est un organisme espagnol spécialisé dans la récupération des amphibiens et reptiles indigènes.

## Administration
Le Centre de récupération des amphibiens et reptiles de Catalogne est géré par le Comité de l'environnement du conseil municipal de Masquefa (COMAM), fondé, à Masquefa, en 1985. Le Centre est financé, pour une moitié, par les contributions des visiteurs et, pour l'autre moitié, par la municipalité de Masquefa, par des subventions des administrations et par les revenus d'études ponctuelles.

## Rôle
Les centres de récupération sont, généralement, des institutions chargées de la récupération de la faune, afin de pouvoir la rendre à son habitat naturel. Le CRARC se spécialise dans la gestion des reptiles et amphibiens indigènes. Différentes espèces de chéloniens, lacertidés et ophidiens reçoivent des soins dans ses bureaux. Certaines espèces sont concernées par des projets spécifiques, comme la tortue méditerranéenne, réintroduite dans le parc naturel du Garraf, dans le cadre d'un plan global coordonné par le Gouvernement de Catalogne.

## Activité

### Accueil et réintroduction d'animaux
Le CRARC reçoit, chaque année, entre 1 000 et 1 200 animaux, principalement des tortues, des serpents et des iguanes, dont 80 % sont confiés par leurs propriétaires, qui ne peuvent, ou veulent, plus en prendre soin. Le reste provient de saisies par les administrations ou de captures dans le milieu naturel. La majorité des animaux reçus est constituée de tortues de Floride, qui ne peuvent être relâchées dans l'environnement catalan, parce que c'est une espèce invasive pour les tortues indigènes. Trouver quoi en faire pose un problème au Centre. Parmi les 20 % restants, 30 % sont des reptiles et des amphibiens qui peuvent être réintroduits et retournent à leur habitat d'origine. Entre 1998 et 2008, le Centre relâche 3 500 spécimens, appartenant à quinze espèces différentes.

#### Le programmeEurotestudo hermanni
Le Centre de récupération des amphibiens et reptiles de Catalogne est chargé du soutien technique et scientifique du programme de protection de la tortue d'Hermann, géré par la région de Catalogne. Le Centre contrôle un réseau de 39 entités, dont le Centre de reproduction des tortues de l'Albère (CRT), chargé d'élever des tortues d'Hermann, et qui produit 250 à 300 animaux par an, relâchés dans la nature un à deux ans après leur naissance. Ces animaux sont, légalement, la propritété du gouvernement catalan.
En 1992, le Centre entreprend la réintroduction de la tortue d'Hermann dans le Parc naturel du Garraf. 386 tortues sont relâchées à cette occasion.
En 2009, le Centre commence une étude des prédateurs des tortues d'Hermann, réintroduites en 2005, dans le Parc Naturel de la Serra de Montsant, en Catalogne.

### Recherche
La recherche représente une pierre angulaire dans l'organisation du CRARC, parce que la formation continue est nécessaire pour gérer correctement la faune sauvage. Ainsi, de nombreuses recherches sur la reproduction, les maladies, la biométrie, le comportement, etc., sont entreprises et donnent lieu à des communications lors de conférences et des articles dans les revues scientifiques.

### Formation
Dans son programme de travail quotidien, le CRARC met particulièrement l'accent sur l'éducation environnementale. Il accueille, chaque année, plusieurs milliers de personnes, notamment des scolaires. Il organise un stage annuel de formation vétérinaire.

### Contrôle
Le Centre de récupération des amphibiens et reptiles de Catalogne est chargé de contrôler l'état et le statut légal d'animaux proposés à la vente.

## Histoire
Le Centre de récupération des amphibiens et reptiles de Catalogne est créé, en 1985, par le service Patrimoine culturel et naturel de la ville de Masquefa, sous le nom de Comité de l'environnement du conseil municipal de Masquefa (Comissió Medi Ambient Ajuntament de Masquefa, COMAM). De nouveaux locaux sont ouverts en 1997.

## Structure
Le Centre de récupération des amphibiens et reptiles de Catalogne occupe une superficie de 3 500 m2, avec un bâtiment, de deux étages, de 600 m2. Les animaux sont accueillis dans des enclos extérieurs et des terrariums situés dans le bâtiment. Le parc est ouvert au public et des visites guidées sont organisées. Le bâtiment possède une cuisine, servant à préparer les aliments des animaux, une grande salle de réunion, une salle de mise en quarantaine, une infirmerie vétérinaire, un laboratoire, une salle d'hospitalisation, une salle d'opération et une salle d'autopsie .

## Personnel
Le Centre de récupération des amphibiens et reptiles de Catalogne est géré par une équipe de trois personnes : un directeur technique, un directeur scientifique, Albert Martínez, et une responsable animalière.